# Frits van Bindsbergen
Frits van Bindsbergen (ur. 18 sierpnia 1960 w Babberich) – holenderski kolarz szosowy, złoty medalista mistrzostw świata.

## Kariera
Największy sukces w karierze Frits van Bindsbergen osiągnął w 1982 roku, kiedy wspólnie z Maartenem Ducrotem, Gerritem Solleveldem i Gerardem Schipperem zdobył złoty medal w drużynowej jeździe na czas na mistrzostwach świata w Goodwood. Był to jednak jedyny medal wywalczony przez niego na międzynarodowej imprezie tej rangi. Ponadto w 1983 roku był trzeci w Brussels Cycling Classic oraz wystartował w Vuelta a España, jednak nie ukończył rywalizacji. Nigdy nie wystąpił na igrzyskach olimpijskich.